# Краснознаменское (Курганская область)
Краснознаменское — село в Мишкинском районе Курганской области России. Административный центр Краснознаменского сельсовета.

## География
Село находится на западе Курганской области, в пределах юго-западной части Западно-Сибирской равнины, в лесостепной зоне, на расстоянии примерно 10 километров (по прямой) к юго-востоку от Мишкина, административного центра района.

### Климат
Климат характеризуется как континентальный, с холодной продолжительной малоснежной зимой и тёплым сухим летом. Среднегодовая температура — 2,1 °C. Средняя максимальная температура воздуха самого тёплого месяца 23 — 26 °C. Безморозный период длится 115—119 дней. Годовое количество атмосферных осадков — 370—380 мм.

## Население
| 1989 | 2002  | 2010 |
| ---- | ----- | ---- |
| 1217 | ↘1039 | ↘932 |

### Национальный состав
Согласно результатам Всероссийской переписи населения 2002 года, в национальной структуре населения русские составляли 97 %.